# Lipocosma teutonialis
Lipocosma teutonialis là một loài bướm đêm trong họ Crambidae.